# Phryxe decidua
Phryxe decidua là một loài ruồi trong họ Tachinidae.